# Выборы в Палату представителей США (2024)
Выборы в Палату представителей США прошли 5 ноября 2024 года. Голосование прошло во всех 435 округах Конгресса в каждом из 50 штатов США. По результатам электорального цикла было избрано шесть делегатов без права голоса: от округа Колумбия и пяти островных территорий США. Победители выборов составили 119-й Конгресс США; количество мест для каждого штата основано на данных переписи населения 2020 года. Благодаря результатам выборов 2022 года Республиканская партия удерживает большинство.
По итогам выборов Республиканская партия получила 220 мест, а Демократическая - 215. Республиканцы потеряли 2 места, но всё же удержали большинство в Палате представителей, обогнав Демократов по суммарному количеству голосов. 
При этом, так как 2 конгрессмена перешли в администрацию президента США Дональда Трампа, большинство Республиканцев составляет 218 мест , а представительство Демократов остаётся в составе 215 мест. Два вакантных места были заполнены по результатам дополнительных выборов.

## Члены Палаты представителей, объявившие об уходе
Всего 46 конгрессменов и два делегата без права голоса, среди которых 25 демократов и 23 республиканца, объявили об уходе. Восемнадцать из них решили баллотироваться на другие должности.

### Демократическая партия
1. Аризона (3): Рубен Гальего — кандидат в Сенат США[1]
2. Вашингтон (6): Дерек Килмер[англ.][2]
3. Виргиния (7): Эбигейл Спанбергер — кандидат на пост губернатора Виргинии[3]
4. Виргиния (10): Дженнифер Векстон[англ.][4]
5. Дэлавер: Лиза Блант Рочестер — кандидат в Сенат США[5]
6. Калифорния (12): Барбара Ли[англ.] — кандидат в Сенат США[6]
7. Калифорния (16): Анна Эшу[англ.][7]
8. Калифорния (29): Тони Карденас[англ.][8]
9. Калифорния (30): Адам Шифф — кандидат в Сенат США[9]
10. Калифорния (31): Грейс Наполитано[англ.][10]
11. Калифорния (47): Кэти Портер[англ.] — кандидат в Сенат США[11]
12. Миннесота (3): Дин Филлипс — кандидат на пост Президента США[12]
13. Мичиган (7): Элисса Слоткин — кандидат в Сенат США[13]
14. Мичиган (8): Дэн Килди[англ.][14]
15. Мэриленд (2): Датч Рупперсбергер[англ.][15]
16. Мэриленд (3): Джон Сарбейнз[16]
17. Мэриленд (6): Дэвид Троун[англ.] — кандидат в Сенат США[17]
18. Нью-Гэмпшир (2): Энни Кустер[англ.][18]
19. Нью-Джерси (3): Энди Ким — кандидат в Сенат США[19]
20. Орегон (3): Эрл Блюменауэр[англ.][20]
21. Северная Каролина (6): Кэти Мэннинг[англ.][21]
22. Северная Каролина (13): Уайли Никель[англ.][22]
23. Северная Каролина (14): Джефф Джексон[англ.] — кандидат на пост генерального прокурора Северной Каролины[англ.][23]
24. Северные Марианские Острова: Грегорио Саблан[англ.][24]
25. Техас (32): Колин Оллред — кандидат в Сенат США[25]

### Республиканская партия
1. Аризона (8): Дебби Леско[англ.][26]
2. Вашингтон (5): Кэти Макморрис-Роджерс[27]
3. Висконсин (8): Майк Галлахер[англ.][28]
4. Джорджия (3): Дрю Фергюсон[29]
5. Западная Виргиния (2): Алекс Муни — кандидат в Сенат США[30]
6. Индиана (3): Джим Бэнкс — кандидат в Сенат США[31]
7. Индиана (6): Грег Пенс[англ.][32]
8. Индиана (8): Ларри Бакшон[англ.][33]
9. Канзас (2): Джейк Латурнер[англ.][34]
10. Колорадо (4): Грег Лопес[англ.][35]
11. Колорадо (5): Дуг Ламборн[англ.][36]
12. Миссури (3): Блейн Люткемейер[англ.][37]
13. Монтана (2): Мэтт Розендейл[англ.][38]
14. Огайо (2): Брэд Венструп[англ.][39]
15. Пуэрто-Рико: Дженниффер Гонсалес-Колон[англ.] — кандидат на пост губернатора Пуэрто-Рико[40]
16. Северная Дакота: Келли Армстронг — кандидат на пост губернатора Северной Дакоты[41]
17. Северная Каролина (8): Дэн Бишоп — кандидат на пост генерального прокурора Северной Каролины[англ.][42]
18. Северная Каролина (10): Патрик Макгенри[43]
19. Техас (12): Кей Грейнджер[англ.][44]
20. Техас (26): Майкл Бёрджесс[англ.][45]
21. Флорида (8): Билл Поузи[англ.][46]
22. Юта (3): Джон Кёртис — кандидат в Сенат США[47]
23. Южная Каролина (3): Джефф Дункан[англ.][48]

## Результаты

### Айдахо
| Штат   | Округ | Конгрессмен  | Партия          | Статус     | Кандидаты (партия) | Прим. |
| ------ | ----- | ------------ | --------------- | ---------- | --- | ----- |
| Айдахо | 1     | Расс Фулчер  | Республиканская | Переизбран | - ▌ Расс Фулчер (Республиканская) — 71,0 % - ▌Кейли Питерсон (Демократическая) — 25,4 % - ▌Мэтт Лоэсби (Либертарианская) — 2,1 % - ▌Брендан Гомес (Конституционная) — 1,5 % |       |
| Айдахо | 2     | Майк Симпсон | Республиканская | Переизбран | - ▌ Майк Симпсон (Республиканская) — 61,4 % - ▌Дэвид Рот (Демократическая) — 31,0 % - ▌Тодд Корсетти (Либертарианская) — 5,2 % - ▌Карта Сьерра (Конституционная) — 2,4 %    |       |

### Айова
| Штат  | Округ | Конгрессмен            | Партия          | Статус      | Кандидаты (партия) | Прим. |
| ----- | ----- | ---------------------- | --------------- | ----------- | --- | ----- |
| Айова | 1     | Марианнетт Миллер-Микс | Республиканская | Переизбрана | - ▌ Марианнетт Миллер-Микс (Республиканская) — 50,1 % - ▌Кристина Боханнан (Демократическая) — 49,9 %                    |       |
| Айова | 2     | Эшли Хинсон            | Республиканская | Переизбрана | - ▌ Эшли Хинсон (Республиканская) — 57,1 % - ▌Лиз Матис (Демократическая) — 41,6 % - Джоди Паффетт (Независимый) — 1,3 % |       |
| Айова | 3     | Зак Нанн               | Республиканская | Переизбран  | - ▌ Зак Нанн (Республиканская) — 51,9 % - ▌Лэнон Бэккам (Демократическая) — 48,1 %                                       |       |
| Айова | 4     | Рэнди Финстра          | Республиканская | Переизбран  | - ▌ Рэнди Финстра (Республиканская) — 67,2 % - ▌Райан Мелтон (Демократическая) — 32,8 %                                  |       |

### Алабама
| Штат    | Округ | Конгрессмен                               | Партия          | Статус     | Кандидаты (партия)                                                      | Прим.  |
| ------- | ----- | ----------------------------------------- | --------------- | ---------- | ----------------------------------------------------------------------- | ------ |
| Алабама | 1     | Барри Мур Перераспределен из 2-го округа. | Республиканская | Переизбран | - ▌Барри Мур (Республиканская) - ▌Том Холмс (Демократическая)           | [ 49 ] |
| Алабама | 2     | вакантно                                  | вакантно        | вакантно   | - ▌Кэролин Добсон (Республиканская) - ▌Шомари Фигурс (Демократическая)  | [ 49 ] |
| Алабама | 3     | Майк Роджерс                              | Республиканская | Переизбран | - ▌Майк Роджерс (Республиканская)                                       | [ 49 ] |
| Алабама | 4     | Роберт Адерхолт                           | Республиканская | Переизбран | - ▌Роберт Адерхолт (Республиканская)                                    | [ 49 ] |
| Алабама | 5     | Дейл Стронг                               | Республиканская | Переизбран | - ▌Дейл Стронг (Республиканская)                                        | [ 49 ] |
| Алабама | 6     | Гэри Палмер                               | Республиканская | Переизбран | - ▌Элизабет Андерсон (Демократическая) - ▌Гэри Палмер (Республиканская) | [ 49 ] |
| Алабама | 7     | Терри Сьюэлл                              | Демократическая | Переизбран | - ▌Робин Литакер (Республиканская) - ▌Терри Сьюэлл (Демократическая)    | [ 49 ] |

### Аляска
| Штат   | Округ | Конгрессмен  | Партия          | Статус      | Кандидаты (партия) | Прим.  |
| ------ | ----- | ------------ | --------------- | ----------- | --- | ------ |
| Аляска | —     | Мэри Пелтола | Демократическая | Переизбрана | - ▌Мэри Пелтола (Демократическая) - ▌Ник Бегич III (Республиканская) - ▌Джон Хоу (Партия независимости Аляски) - ▌Эрик Хафнер (Демократическая) | [ 50 ] |

### Аризона
| Штат    | Округ | Конгрессмен     | Партия          | Статус         | Кандидаты (партия)                                                                                       | Прим.  |
| ------- | ----- | --------------- | --------------- | -------------- | --- | ------ |
| Аризона | 1     | Дэвид Швайкерт  | Республиканская | Переизбирается | - ▌Дэвид Швайкерт (Республиканская) - ▌Амиш Шах (Демократическая)                                        | [ 51 ] |
| Аризона | 2     | Эли Крейн       | Республиканская | Переизбирается | - ▌Эли Крейн (Республиканская) - ▌Джонатан Нез (Демократическая)                                         | [ 51 ] |
| Аризона | 3     | Рубен Гальего   | Демократическая | Покидает пост  | - ▌Яссамин Ансари (Демократическая) - ▌Алан Аверса (Партия зелёных) - ▌Джефф Цинк (Республиканская)      | [ 51 ] |
| Аризона | 4     | Грег Стэнтон    | Демократическая | Переизбирается | - ▌Грег Стэнтон (Демократическая) - ▌Винсент Бек-Джонс (Партия зелёных) - ▌Келли Купер (Республиканская) | [ 51 ] |
| Аризона | 5     | Энди Биггс      | Республиканская | Переизбирается | - ▌Энди Биггс (Республиканская) - ▌Катрина Шаффнер (Демократическая)                                     | [ 51 ] |
| Аризона | 6     | Хуан Цискомани  | Республиканская | Переизбирается | - ▌Хуан Цискомани (Республиканская) - ▌Атена Иствуд (Партия зелёных) - ▌Кирстен Энгель (Демократическая) | [ 51 ] |
| Аризона | 7     | Рауль Грихальва | Демократическая | Переизбирается | - ▌Рауль Грихальва (Демократическая) - ▌Даниэль Бутьерес (Республиканская)                               | [ 51 ] |
| Аризона | 8     | Дебби Леско     | Республиканская | Покидает пост  | - ▌Абрахам Хамадех (Республиканская) - ▌Грег Уиттен (Демократическая)                                    | [ 51 ] |
| Аризона | 9     | Пол Госар       | Республиканская | Переизбирается | - ▌Пол Госар (Республиканская) - ▌Куэйси Смит (Демократическая)                                          | [ 51 ] |

### Арканзас
|          | Округ | Конгрессмен    | Партия          | Статус     | Кандидаты (партия)                                                                                     | Прим.  |
| -------- | ----- | -------------- | --------------- | ---------- | --- | ------ |
| Арканзас | 1     | Рик Кроуфорд   | Республиканская | Переизбран | - ▌Родни Говенс (Демократическая) - ▌Рик Кроуфорд (Республиканская) - ▌Стив Парсонс (Либертарианская)  | [ 52 ] |
| Арканзас | 2     | Френч Хилл     | Республиканская | Переизбран | - ▌Маркус Джонс (Демократическая) - ▌Френч Хилл (Республиканская)                                      | [ 52 ] |
| Арканзас | 3     | Стив Уомак     | Республиканская | Переизбран | - ▌Кейтлин Дрейпер (Демократическая) - ▌Бобби Уилсон (Либертарианская) - ▌Стив Уомак (Республиканская) | [ 52 ] |
| Арканзас | 4     | Брюс Вестерман | Республиканская | Переизбран | - ▌Брюс Вестерман (Республиканская) - ▌Джон Уайт (Независимый) - ▌Райзи Ховард (Демократическая)       | [ 52 ] |

### Вайоминг
|          | Округ | Конгрессмен     | Партия          | Статус      | Кандидаты (партия) | Прим. |
| -------- | ----- | --------------- | --------------- | ----------- | --- | ----- |
| Вайоминг | —     | Харриет Хагеман | Республиканская | Переизбрана | - ▌ Харриет Хагеман (Республиканская) — 71,0 % - ▌Кайл Кэмерон (Демократическая) — 23,4 % - ▌Ричард Брубейкер (Либертарианская) — 3,5 % - ▌Джеффри Хэггит (Конституционная) — 2,1 % |       |

### Вашингтон
|           | Округ | Конгрессмен            | Партия          | Статус        | Кандидаты (партия)                                                                            | Прим. |
| --------- | ----- | ---------------------- | --------------- | ------------- | --------------------------------------------------------------------------------------------- | ----- |
| Вашингтон | 1     | Сюзан Дельбене         | Демократическая | Переизбрана   | - ▌ Сюзан Дельбене (Демократическая) — 63,0 % - ▌Джеб Брюэр (Республиканская) — 36,7 %        |       |
| Вашингтон | 2     | Рик Ларсен             | Демократическая | Переизбран    | - ▌ Рик Ларсен (Демократическая) — 63,8 % - ▌Коди Харт (Республиканская) — 35,9 %             |       |
| Вашингтон | 3     | Мари Клеезенкамп Перес | Республиканская | Переизбрана   | - ▌ Мари Перес (Демократическая) — 51,7 % - ▌Джо Кент (Республиканская) — 47,9 %              |       |
| Вашингтон | 4     | Дэн Ньюхаус            | Республиканская | Переизбран    | - ▌ Дэн Ньюхаус (Республиканская) — 52,0 % - ▌Джеррод Сесслер (Демократическая) — 46,2 %      |       |
| Вашингтон | 5     | Кэти Макморрис-Роджерс | Республиканская | Покинула пост | - ▌ Майкл Баумгартнер (Республиканская) — 60,6 % - ▌Кармела Конрой (Демократическая) — 39,3 % |       |
| Вашингтон | 6     | Дерек Килмер           | Демократическая | Покинул пост  | - ▌ Эмили Рэндалл (Демократическая) — 56,7 % - ▌Дрю Макьюэн (Республиканская) — 43,1 %        |       |
| Вашингтон | 7     | Прамила Джаяпал        | Демократическая | Переизбрана   | - ▌ Прамила Джаяпал (Демократическая) — 83,9 % - ▌Дэн Александр (Республиканская) — 15,8 %    |       |
| Вашингтон | 8     | Ким Шрайер             | Демократическая | Переизбрана   | - ▌ Ким Шрайер (Демократическая) — 50,1 % - ▌Кармен Гоуэрс (Республиканская) — 40,5 %         |       |
| Вашингтон | 9     | Адам Смит              | Демократическая | Переизбран    | - ▌ Адам Смит (Демократическая) — 65,4 % - ▌Мелисса Чаудри (Республиканская) — 32,4 %         |       |
| Вашингтон | 10    | Мэрилин Стрикленд      | Демократическая | Переизбрана   | - ▌ Мэрилин Стрикленд (Демократическая) — 58,5 % - ▌Дон Хьюитт (Республиканская) — 41,2 %     |       |

### Вермонт
|         | Округ | Конгрессмен  | Партия          | Статус      | Кандидаты (партия) | Прим. |
| ------- | ----- | ------------ | --------------- | ----------- | --- | ----- |
| Вермонт | —     | Бекка Балинт | Демократическая | Переизбрана | - ▌ Бекка Балинт (Демократическая) — 62,4 % - ▌Марк Кёстер (Республиканская) — 29,9 % - ▌Адам Ортис (Независимый) — 5,5 % - ▌Джилл Даймондстоун (Мира и справедливости) — 2,2 % |       |

### Виргиния
|          | Округ | Конгрессмен          | Партия          | Статус        | Кандидаты (партия) | Прим. |
| -------- | ----- | -------------------- | --------------- | ------------- | --- | ----- |
| Виргиния | 1     | Роб Уиттман          | Республиканская | Переизбран    | - ▌ Роб Уиттман (Республиканская) — 56,4 % - ▌Лесли Мехта (Демократическая) — 43,6 %                                                                                |       |
| Виргиния | 2     | Джен Кигганс         | Республиканская | Переизбрана   | - ▌ Джен Кигганс (Республиканская) — 50,8 % - ▌Мисси Коттал Смасал (Демократическая) — 47,0 %                                                                       |       |
| Виргиния | 3     | Бобби Скотт          | Демократическая | Переизбран    | - ▌ Бобби Скотт (Демократическая) — 70,1 % - ▌Джон Ситка (Республиканская) — 29,9 %                                                                                 |       |
| Виргиния | 4     | Дженнифер Макклеллан | Демократическая | Переизбрана   | - ▌ Дженнифер Макклеллан (Демократическая) — 67,5 % - ▌Билл Мохер (Республиканская) — 32,5 %                                                                        |       |
| Виргиния | 5     | Боб Гуд              | Республиканская | Покинул пост  | - ▌ Джон Макгуайр (Республиканская) — 57,5 % - ▌Глория Уитт (Демократическая) — 42,5%                                                                               |       |
| Виргиния | 6     | Бен Клайн            | Республиканская | Переизбран    | - ▌ Бен Клайн (Республиканская) — 63,2 % - ▌Кен Митчелл — 34,8 % |       |
| Виргиния | 7     | Эбигейл Спанбергер   | Демократическая | Покинула пост | - ▌ Юджин Виндман (Демократическая) — 51,3 % - ▌Деррик Андерсон (Республиканская) — 48,7 %                                                                          |       |
| Виргиния | 8     | Дон Бейер            | Демократическая | Переизбран    | - ▌ Дон Бейер (Демократическая) — 71,7 % - ▌Карина Липсман (Республиканская) — 24,7 % - ▌Дэвид Кеннеди (Независимый) — 2,6 % - ▌Бентли Хенсел (Независимый) — 0,9 % |       |
| Виргиния | 9     | Морган Гриффит       | Республиканская | Переизбран    | - ▌ Морган Гриффит (Республиканская) — 72,6 % - ▌Карен Бейкер (Демократическая) — 23,4 %                                                                            |       |
| Виргиния | 10    | Дженнифер Векстон    | Демократическая | Покинула пост | - ▌ Сухас Субраманьям (Демократическая) — 52,3 % - ▌Майк Клэнси (Республиканская) — 47,7 %                                                                          |       |
| Виргиния | 11    | Джерри Коннолли      | Демократическая | Переизбран    | - ▌ Джерри Коннолли (Демократическая) — 67 % - ▌Джеймс Майлз (Республиканская) — 33 %                                                                               |       |

### Висконсин
|           | Округ | Конгрессмен       | Партия          | Статус      | Кандидаты (партия)                                                                              | Прим. |
| --------- | ----- | ----------------- | --------------- | ----------- | ----------------------------------------------------------------------------------------------- | ----- |
| Висконсин | 1     | Брайан Стейл      | Республиканская | Переизбран  | - ▌ Брайан Стейл (Республиканская) - ▌Питер Барка (Демократическая) - ▌Честер Тодд (Зелёные)    |       |
| Висконсин | 2     | Марк Покан        | Демократическая | Переизбран  | - ▌ Марк Покан (Демократическая) - ▌Эрик Олсен (Республиканская)                                |       |
| Висконсин | 3     | Деррик Ван Орден  | Демократическая | Переизбран  | - ▌ Деррик Ван Орден (Республиканская) - ▌Ребекка Кук (Демократическая)                         |       |
| Висконсин | 4     | Гвен Мур          | Демократическая | Переизбрана | - ▌ Гвен Мур (Демократическая) - ▌Тим Роджерс (Республиканская) - ▌Роберт Рэймонд (Независимый) |       |
| Висконсин | 5     | Скотт Фицджеральд | Республиканская | Переизбран  | - ▌ Скотт Фицджеральд (Республиканская) - ▌Бен Стейнхофф (Демократическая)                      |       |
| Висконсин | 6     | Гленн Гротман     | Республиканская | Переизбран  | - ▌ Гленн Гротман (Республиканская) - ▌Джон Зарбано (Демократическая)                           |       |
| Висконсин | 7     | Том Тиффани       | Республиканская | Переизбран  | - ▌ Том Тиффани (Республиканская) - ▌Кайл Килбурн (Демократическая)                             |       |
| Висконсин | 8     | вакантно          | вакантно        | вакантно    | - ▌ Майк Галлахер (Республиканская) - ▌Кристин Лайерли (Демократическая)                        |       |

### Гавайи
| Штат   | Округ | Конгрессмен  | Партия          | Статус     | Кандидаты (партия) | Прим. |
| ------ | ----- | ------------ | --------------- | ---------- | --- | ----- |
| Гавайи | 1     | Эд Кейс      | Демократическая | Переизбран | - ▌ Эд Кейс (Демократическая) - ▌Патрик Ларджи (Республиканская) - Кельвин Гриффин (Независимый)                                 |       |
| Гавайи | 2     | Джилл Токуда | Демократическая | Переизбран | - ▌ Джилл Токуда (Демократическая) - ▌Стив Бонд (Республиканская) - ▌Аарон Томан (Либертарианская) - Рэндалл Мейер (Независимый) |       |

### Делавэр
| Штат    | Округ | Конгрессмен         | Партия          | Статус        | Кандидаты (партия)                                                   | Прим. |
| ------- | ----- | ------------------- | --------------- | ------------- | -------------------------------------------------------------------- | ----- |
| Делавэр | —     | Лиза Блант Рочестер | Демократическая | Покинула пост | - ▌ Сара Макбрайд (Демократическая) - ▌Джон Уэйлен (Республиканская) |       |

### Джорджия
| Штат     | Округ | Конгрессмен          | Партия          | Статус      | Кандидаты (партия)                                                          | Прим. |
| -------- | ----- | -------------------- | --------------- | ----------- | --------------------------------------------------------------------------- | ----- |
| Джорджия | 1     | Бадди Картер         | Республиканская | Переизбран  | - ▌ Бадди Картер (Республиканская) - ▌Пэтти Хьюитт (Демократическая)        |       |
| Джорджия | 2     | Сэнфорд Бишоп        | Демократическая | Переизбран  | - ▌ Сэнфорд Бишоп (Демократическая) - ▌Уэйн Джонсон (Республиканская)       |       |
| Джорджия | 3     | Дрю Фергюсон         | Республиканская | Переизбран  | - ▌ Дрю Фергюсон (Республиканская) - ▌Маура Келлер (Демократическая)        |       |
| Джорджия | 4     | Хэнк Джонсон         | Демократическая | Переизбран  | - ▌ Хэнк Джонсон (Демократическая) - ▌Эуджен Ю (Республиканская)            |       |
| Джорджия | 5     | Никема Уильямс       | Демократическая | Переизбрана | - ▌ Никема Уильямс (Демократическая) - ▌Джон Сальвесен (Республиканская)    |       |
| Джорджия | 6     | Люси Макбат          | Демократическая | Переизбрана | - ▌ Люси Макбат (Демократическая) - ▌Джефф Крисвелл (Республиканская)       |       |
| Джорджия | 7     | Рич Маккормик        | Республиканская | Переизбрана | - ▌ Рич Маккормик (Республиканская) - ▌Боб Кристиан (Демократическая)       |       |
| Джорджия | 8     | Остин Скотт          | Республиканская | Переизбран  | - ▌ Остин Скотт (Республиканская) - ▌Дарриус Батлер (Демократическая)       |       |
| Джорджия | 9     | Эндрю Клайд          | Республиканская | Переизбран  | - ▌ Эндрю Клайд (Республиканская) - ▌Тамбрей Кэш (Демократическая)          |       |
| Джорджия | 10    | Майк Коллинз         | Республиканская | Переизбран  | - ▌ Майк Коллинз (Республиканская) - ▌Лекси Доэрти (Демократическая)        |       |
| Джорджия | 11    | Барри Лоудермилк     | Республиканская | Переизбран  | - ▌ Барри Лоудермилк (Республиканская) - ▌Кейт Стампер (Демократическая)    |       |
| Джорджия | 12    | Рик Аллен            | Республиканская | Переизбран  | - ▌ Рик Аллен (Республиканская) - ▌Лиз Джонсон (Демократическая)            |       |
| Джорджия | 13    | Дэвид Скотт          | Демократическая | Переизбран  | - ▌ Дэвид Скотт (Демократическая) - ▌Джонатан Чавес (Республиканская)       |       |
| Джорджия | 14    | Марджори Тейлор Грин | Республиканская | Переизбрана | - ▌ Марджори Тейлор Грин (Республиканская) - ▌Шаун Харрис (Демократическая) |       |

### Иллинойс
| Штат     | Округ | Конгрессмен       | Партия          | Статус      | Кандидаты (партия)                                                                                          | Прим. |
| -------- | ----- | ----------------- | --------------- | ----------- | --- | ----- |
| Иллинойс | 1     | Джонатан Джексон  | Демократическая | Переизбран  | - ▌ Джонатан Джексон (Демократическая) — 67,04 % - ▌Маркус Льюис (Республиканская) — 32,96 %                |       |
| Иллинойс | 2     | Робин Келли       | Демократическая | Переизбрана | - ▌ Робин Келли (Демократическая) - ▌Эшли Рамос (Республиканская)                                           |       |
| Иллинойс | 3     | Делия Рамирес     | Демократическая | Переизбрана | - ▌ Делия Рамирес (Демократическая) - ▌Джон Бурас (Республиканская)                                         |       |
| Иллинойс | 4     | Чуи Гарсия        | Демократическая | Переизбран  | - ▌ Чуи Гарсия (Демократическая) - ▌Луп Кастильо (Республиканская) - ▌Эдвард Харви (Партия рабочего класса) |       |
| Иллинойс | 5     | Майк Куигли       | Демократическая | Переизбран  | - ▌ Майк Куигли (Демократическая) - ▌Томми Хэнсон (Республиканская)                                         |       |
| Иллинойс | 6     | Шон Кастен        | Демократическая | Переизбран  | - ▌ Шон Кастен (Демократическая) - ▌Ники Конфорти (Республиканская)                                         |       |
| Иллинойс | 7     | Дэнни Дэвис       | Демократическая | Переизбран  | - ▌ Дэнни Дэвис (Демократическая) - ▌Чед Коппи (Республиканская)                                            |       |
| Иллинойс | 8     | Раджа Кришнамурти | Демократическая | Переизбран  | - ▌ Раджа Кришнамурти (Демократическая) - ▌Марк Райс (Республиканская)                                      |       |
| Иллинойс | 9     | Ян Шаковски       | Демократическая | Переизбрана | - ▌ Ян Шаковски (Демократическая) - ▌Сет Коуэн (Республиканская)                                            |       |
| Иллинойс | 10    | Брэд Шнайдер      | Демократическая | Переизбран  | - ▌ Брэд Шнайдер (Демократическая) - ▌Джим Кэррис (Республиканская)                                         |       |
| Иллинойс | 11    | Билл Фостер       | Демократическая | Переизбран  | - ▌ Билл Фостер (Демократическая) - ▌Джерри Эванс (Республиканская)                                         |       |
| Иллинойс | 12    | Майк Бост         | Республиканская | Переизбран  | - ▌ Майк Бост (Республиканская) - ▌Брайан Робертс (Демократическая)                                         |       |
| Иллинойс | 13    | Никки Будзински   | Демократическая | Переизбран  | - ▌ Никки Будзински (Демократическая) - ▌Джошуа Лойд (Республиканская)                                      |       |
| Иллинойс | 14    | Лорен Андервуд    | Демократическая | Переизбрана | - ▌ Лорен Андервуд (Демократическая) - ▌Джим Мартер (Республиканская)                                       |       |
| Иллинойс | 15    | Мэри Миллер       | Республиканская | Переизбрана | - ▌ Мэри Миллер (Республиканская)                                                                           |       |
| Иллинойс | 16    | Адам Кинзингер    | Республиканская | Переизбран  | - ▌ Дарин Лахуд (Республиканская)                                                                           |       |
| Иллинойс | 17    | Эрик Соренсен     | Демократическая | Переизбран  | - ▌ Эрик Соренсен (Демократическая) - ▌Джо Макгроу (Республиканская)                                        |       |

### Канзас
| Штат   | Округ | Конгрессмен    | Партия          | Статус       | Кандидаты (партия)                                                                                      | Прим. |
| ------ | ----- | -------------- | --------------- | ------------ | --- | ----- |
| Канзас | 1     | Трейси Манн    | Республиканская | Переизбран   | - ▌ Трейси Манн (Республиканская) - ▌Пол Бёскирк (Демократическая)                                      |       |
| Канзас | 2     | Джейк Латурнер | Республиканская | Покинул пост | - ▌ Дерек Шмидт (Республиканская) - ▌Нэнси Бойда (Демократическая) - ▌Джон Хауэр (Либертарианская)      |       |
| Канзас | 3     | Шерис Дэвидс   | Демократическая | Переизбрана  | - ▌ Шерис Дэвидс (Демократическая) - ▌Прасант Рэдди (Республиканская) - ▌Стив Робертс (Либертарианская) |       |
| Канзас | 4     | Рон Эстес      | Республиканская | Переизбран   | - ▌ Рон Эстес (Республиканская) - ▌Эсау Фримен (Демократическая)                                        |       |

### Калифорния
| Штат       | Округ | Конгрессмен        | Партия          | Статус         | Кандидаты (партия)                                                        | Прим.  |
| ---------- | ----- | ------------------ | --------------- | -------------- | ------------------------------------------------------------------------- | ------ |
| Калифорния | 1     | Даг Ламальфа       | Республиканская | Переизбирается | - ▌Роза Пенелопа Йи (Демократическая) - ▌Даг Ламальфа (Республиканская)   | [ 53 ] |
| Калифорния | 2     | Джаред Хаффман     | Демократическая | Переизбирается | - ▌Крис Куломб (Республиканская) - ▌Джаред Хаффман (Демократическая)      | [ 53 ] |
| Калифорния | 3     | Кевин Кайли        | Республиканская | Переизбирается | - ▌Кевин Кайли (Республиканская) - ▌Джессика Морс (Демократическая)       | [ 53 ] |
| Калифорния | 4     | Майк Томпсон       | Демократическая | Переизбирается | - ▌Джон Манн (Республиканская) - ▌Майк Томпсон (Демократическая)          | [ 53 ] |
| Калифорния | 5     | Том Макклинток     | Республиканская | Переизбирается | - ▌Майкл Баркли (Демократическая) - ▌Том Макклинток (Республиканская)     | [ 53 ] |
| Калифорния | 6     | Ами Бера           | Демократическая | Переизбирается | - ▌Ами Бера (Демократическая) - ▌Кристин Биш (Республиканская)            | [ 53 ] |
| Калифорния | 7     | Дорис Мацуи        | Демократическая | Переизбирается | - ▌Дорис Мацуи (Демократическая) - ▌Том Сильва (Республиканская)          | [ 53 ] |
| Калифорния | 8     | Джон Гараменди     | Демократическая | Переизбирается | - ▌Джон Гараменди (Демократическая) - ▌Руди Рекиль (Республиканская)      | [ 53 ] |
| Калифорния | 9     | Джош Хардер        | Демократическая | Переизбирается | - ▌Кевин Линкольн (Республиканская) - ▌Джош Хардер (Демократическая)      | [ 53 ] |
| Калифорния | 10    | Марк Десольнье     | Демократическая | Переизбирается | - ▌Марк Десольнье (Демократическая) - ▌Кэтрин Пиччинини (Республиканская) | [ 53 ] |
| Калифорния | 11    | Нэнси Пелоси       | Демократическая | Переизбирается | - ▌Брюс Лу (Республиканская) - ▌Нэнси Пелоси (Демократическая)            | [ 53 ] |
| Калифорния | 12    | Барбара Ли         | Демократическая | Покидает пост  | - ▌Латифа Саймон (Демократическая) - ▌Дженнифер Тран (Демократическая)    | [ 53 ] |
| Калифорния | 13    | Джон Дуарте        | Республиканская | Переизбирается | - ▌Адам Грей (Демократическая) - ▌Джон Дуарте (Республиканская)           | [ 53 ] |
| Калифорния | 14    | Эрик Суолуэлл      | Демократическая | Переизбирается | - ▌Вин Круттивенти (Республиканская) - ▌Эрик Суолуэлл (Демократическая)   | [ 53 ] |
| Калифорния | 15    | Кевин Маллин       | Демократическая | Переизбирается | - ▌Анна Ченг Крамер (Республиканская) - ▌Кевин Маллин (Демократическая)   | [ 53 ] |
| Калифорния | 16    | Анна Эшу           | Демократическая | Покидает пост  | - ▌Сэм Ликкардо (Демократическая) - ▌Эван Лоу (Демократическая)           | [ 53 ] |
| Калифорния | 17    | Ро Ханна           | Демократическая | Переизбирается | - ▌Ро Ханна (Демократическая) - ▌Анита Чен (Республиканская)              | [ 53 ] |
| Калифорния | 18    | Зои Лофгрен        | Демократическая | Переизбирается | - ▌Зои Лофгрен (Демократическая) - ▌Питер Эрнандес (Республиканская)      | [ 53 ] |
| Калифорния | 19    | Джимми Панетта     | Демократическая | Переизбирается | - ▌Джейсон Андерсон (Республиканская) - ▌Джимми Панетта (Демократическая) | [ 53 ] |
| Калифорния | 20    | Винс Фонг          | Республиканская | Переизбирается | - ▌Винс Фонг (Республиканская)                                            | [ 53 ] |
| Калифорния | 21    | Джим Коста         | Демократическая | Переизбирается | - ▌Джим Коста (Демократическая) - ▌Майкл Махер (Республиканская)          | [ 53 ] |
| Калифорния | 22    | Дэвид Валадао      | Республиканская | Переизбирается | - ▌Дэвид Валадао (Республиканская) - ▌Руди Салас (Демократическая)        | [ 53 ] |
| Калифорния | 23    | Джей Обернолте     | Республиканская | Переизбирается | - ▌Дерек Маршалл (Демократическая) - ▌Джей Обернолте (Республиканская)    | [ 53 ] |
| Калифорния | 24    | Салуд Карбахаль    | Демократическая | Переизбирается | - ▌Салуд Карбахаль (Демократическая) - ▌Томас Коул (Республиканская)      | [ 53 ] |
| Калифорния | 25    | Рауль Руис         | Демократическая | Переизбирается | - ▌Рауль Руис (Демократическая) - ▌Иэн Уикс (Республиканская)             | [ 53 ] |
| Калифорния | 26    | Джулия Браунли     | Демократическая | Переизбирается | - ▌Джулия Браунли (Демократическая) - ▌Майкл Кослоу (Республиканская)     | [ 53 ] |
| Калифорния | 27    | Майк Гарсия        | Республиканская | Переизбирается | - ▌Майк Гарсия (Республиканская) - ▌Джордж Уайтсайдс (Демократическая)    | [ 53 ] |
| Калифорния | 28    | Джуди Чу           | Демократическая | Переизбирается | - ▌Эйприл Верлато (Республиканская) - ▌Джуди Чу (Демократическая)         | [ 53 ] |
| Калифорния | 29    | Тони Карденас      | Демократическая | Покидает пост  | - ▌Бенито Берналь (Республиканская) - ▌Лус Ривас (Демократическая)        | [ 53 ] |
| Калифорния | 30    | Адам Шифф          | Демократическая | Покидает пост  | - ▌Алекс Балекян (Республиканская) - ▌Лора Фридман (Демократическая)      | [ 53 ] |
| Калифорния | 31    | Грейс Наполитано   | Демократическая | Покидает пост  | - ▌Даниэль Мартинес (Республиканская) - ▌Гил Сиснерос (Демократическая)   | [ 53 ] |
| Калифорния | 32    | Брэд Шерман        | Демократическая | Переизбирается | - ▌Ларри Томпсон (Республиканская) - ▌Брэд Шерман (Демократическая)       | [ 53 ] |
| Калифорния | 33    | Пит Агилар         | Демократическая | Переизбирается | - ▌Пит Агилар (Демократическая) - ▌Том Херман (Республиканская)           | [ 53 ] |
| Калифорния | 34    | Джимми Гомес       | Демократическая | Переизбирается | - ▌Джимми Гомес (Демократическая) - ▌Дэвид Ким (Демократическая)          | [ 53 ] |
| Калифорния | 35    | Норма Торрес       | Демократическая | Переизбирается | - ▌Майк Каргилл (Республиканская) - ▌Норма Торрес (Демократическая)       | [ 53 ] |
| Калифорния | 36    | Тед Лью            | Демократическая | Переизбирается | - ▌Тед Лью (Демократическая) - ▌Мелисса Тумим (Республиканская)           | [ 53 ] |
| Калифорния | 37    | Сидни Камлагер-Дав | Демократическая | Переизбирается | - ▌Сидни Камлагер-Дав (Демократическая) - ▌Хуан Рей (Независимый)         | [ 53 ] |
| Калифорния | 38    | Линда Санчес       | Демократическая | Переизбирается | - ▌Линда Санчес (Демократическая) - ▌Эрик Чинг (Республиканская)          | [ 53 ] |
| Калифорния | 39    | Марк Такано        | Демократическая | Переизбирается | - ▌Дэвид Серпа (Республиканская) - ▌Марк Такано (Демократическая)         | [ 53 ] |
| Калифорния | 40    | Янг Ким            | Республиканская | Переизбирается | - ▌Джо Керр (Демократическая) - ▌Янг Ким (Республиканская)                | [ 53 ] |
| Калифорния | 41    | Кен Калверт        | Республиканская | Переизбирается | - ▌Кен Калверт (Республиканская) - ▌Уилл Роллинз (Демократическая)        | [ 53 ] |
| Калифорния | 42    | Роберт Гарсия      | Демократическая | Переизбирается | - ▌Джон Бриско (Республиканская) - ▌Роберт Гарсия (Демократическая)       | [ 53 ] |
| Калифорния | 43    | Максин Уотерс      | Демократическая | Переизбирается | - ▌Стив Уильямс (Республиканская) - ▌Максин Уотерс (Демократическая)      | [ 53 ] |
| Калифорния | 44    | Нанетт Барраган    | Демократическая | Переизбирается | - ▌Нанетт Барраган (Демократическая) - ▌Роджер Грох (Республиканская)     | [ 53 ] |
| Калифорния | 45    | Мишель Стил        | Республиканская | Переизбирается | - ▌Мишель Стил (Республиканская) - ▌Дерек Тран (Демократическая)          | [ 53 ] |
| Калифорния | 46    | Лу Корреа          | Демократическая | Переизбирается | - ▌Лу Корреа (Демократическая) - ▌Дэвид Пэн (Республиканская)             | [ 53 ] |
| Калифорния | 47    | Кэти Портер        | Демократическая | Покидает пост  | - ▌Скотт Бо (Республиканская) - ▌Дэйв Мин (Демократическая)               | [ 53 ] |
| Калифорния | 48    | Даррелл Исса       | Республиканская | Переизбирается | - ▌Даррелл Исса (Республиканская) - ▌Стивен Хулахан (Демократическая)     | [ 53 ] |
| Калифорния | 49    | Майк Левин         | Демократическая | Переизбирается | - ▌Мэтт Гандерсон (Республиканская) - ▌Майк Левин (Демократическая)       | [ 53 ] |
| Калифорния | 50    | Скотт Питерс       | Демократическая | Переизбирается | - ▌Питер Боно (Республиканская) - ▌Скотт Питерс (Демократическая)         | [ 53 ] |
| Калифорния | 51    | Сара Джейкобс      | Демократическая | Переизбирается | - ▌Сара Джейкобс (Демократическая) - ▌Билл Уэллс (Республиканская)        | [ 53 ] |
| Калифорния | 52    | Хуан Варгас        | Демократическая | Переизбирается | - ▌Хуан Варгас (Демократическая) - ▌Джастин Ли (Республиканская)          | [ 53 ] |

### Колорадо
| Штат     | Округ | Конгрессмен        | Партия          | Статус       | Кандидаты (партия)                                                         | Прим. |
| -------- | ----- | ------------------ | --------------- | ------------ | -------------------------------------------------------------------------- | ----- |
| Колорадо | 1     | Диана Дегетт       | Демократическая | Переизбран   | - ▌Диана Дегетт (Демократическая) - ▌Валдамар Арчулета (Республиканская)   |       |
| Колорадо | 2     | Джо Негузе         | Демократическая | Переизбран   | - ▌Джо Негузе (Демократическая) - ▌Маршалл Доусон (Республиканская)        |       |
| Колорадо | 3     | Лорен Боберт       | Республиканская | Покинул пост | - ▌Джефф Хёрд (Республиканская) - ▌Адам Фрич (Демократическая)             |       |
| Колорадо | 4     | Грег Лопес         | Республиканская | Покинул пост | - ▌Лорен Боберт (Республиканская) - ▌Триша Калварезе (Демократическая)     |       |
| Колорадо | 5     | Дуг Ламборн        | Республиканская | Покинул пост | - ▌Джефф Крэнк (Республиканская) - ▌Ривер Гассен (Демократическая)         |       |
| Колорадо | 6     | Джейсон Кроу       | Демократическая | Переизбран   | - ▌Джейсон Кроу (Демократическая) - ▌Джон Фаббрикаторе (Республиканская)   |       |
| Колорадо | 7     | Бриттани Петтерсен | Демократическая | Переизбран   | - ▌Бриттани Петерсен (Демократическая) - ▌Сергей Матвеюк (Республиканская) |       |
| Колорадо | 8     | Ядира Каравео      | Демократическая | Покинул пост | - ▌Гейб Эванс (Республиканская) - ▌Ядира Каравео (Демократическая)         |       |

### Коннектикут
|             | Округ | Конгрессмен   | Партия          | Статус      | Кандидаты (партия) | Прим. |
| ----------- | ----- | ------------- | --------------- | ----------- | --- | ----- |
| Коннектикут | 1     | Джон Ларсон   | Демократическая | Переизбран  | - ▌ Джон Ларсон (Демократическая) — 63,1 % - ▌Джим Гриффин (Республиканская) — 34,8 % - ▌Мэри Сандерс (Партия зелёных) — 2,0 % |       |
| Коннектикут | 2     | Джо Кортни    | Демократическая | Переизбран  | - ▌ Джо Кортни (Демократическая) — 58,0 % - ▌Майк Франс (Республиканская) — 42,0 %                                             |       |
| Коннектикут | 3     | Роза Делауро  | Демократическая | Переизбрана | - ▌ Роза Делауро (Демократическая) — 58,9 % - ▌Майкл Мэсси (Республиканская) — 41,1 %                                          |       |
| Коннектикут | 4     | Джим Хаймс    | Демократическая | Переизбран  | - ▌ Джим Хаймс (Демократическая) — 61,1 % - ▌Майкл Голдстин (Республиканская) — 37,3 %                                         |       |
| Коннектикут | 5     | Джаханна Хейс | Демократическая | Переизбрана | - ▌ Джаханна Хейс (Демократическая) — 53,4 % - ▌Джордж Логан (Республиканская) — 46,6 %                                        |       |